# De schaduwlopers
De Schaduwlopers is een Nederlandse film uit 1995 van Peter Dop. Het is gebaseerd op een verhaal van Gianni Celatti en Dylan Thomas. De film heeft als internationale titel The Shadow Walkers.

## Rolverdeling
- Pierre Bokma ... Leen
- Aat Ceelen ... Albert

| Acteur          | Personage            |
| --------------- | -------------------- |
| Jeroen Willems  | Stijn                |
| Marlies Heuer   | Judith               |
| Lineke Rijxman  | Paula                |
| Ariane Schluter | Serveerster          |
| Betty Schuurman | Margreet             |
| Jack Wouterse   | Man met Koffer       |
| Han Kerckhoffs  | Marco                |
| Dirk Zeelenberg | Frans                |
| Dennis Rudge    | Amerikaanse Militair |
| Jan Kruse       | Schoonhoven          |
| Marie Kooyman   | Vrouw in Bontjas     |
| Ferry Kaljee    | Echtpaar in Snackbar |
| Anke van 't Hof | Echtpaar in Snackbar |